# Éloyes
Éloyes är en kommun i departementet Vosges i regionen Grand Est (tidigare regionen Lorraine) i nordöstra Frankrike. Kommunen ligger i kantonen Remiremont som tillhör arrondissementet Épinal. År 2022 hade Éloyes 3 117 invånare.

## Befolkningsutveckling
Antalet invånare i kommunen Éloyes
| Referens: INSEE |